# Hydrocynus forskahlii
A Hydrocynus forskahlii a csontos halak (Osteichthyes) főosztályának sugarasúszójú halak (Actinopterygii) osztályába, ezen belül a pontylazacalakúak (Characiformes) rendjébe és az Alestidae családjába tartozó faj.
Nemének a típusfaja.

## Előfordulása
A Hydrocynus forskahlii előfordulási területe Afrika tavaiban és folyóiban van. Afrika középső és keleti részein a következő tavakban és folyókban található meg: Albert-, Turkana- és Margherita-tavak, valamint a Nílus, Omo és Kongó folyók. Nyugat-Afrikában Csádtól és Nigertől egészen Gambiáig és Szenegálig fellelhető. Guinea alföldjein a Cross, Wouri és Sanaga medencékben fordul elő.

## Megjelenése
Ez a hal elérheti a 78 centiméteres hosszúságot; 20 centiméteresen már felnőttnek számít. A legnehezebb kifogott példány 15,5 kilogrammot nyomott. Az oldalvonal és a pikkelyes mellúszó töve között két pikkelysor húzódik. A hátúszó és a zsírúszó szürkés színűek. A farokúszón nincs fekete szegély.

## Életmódja
Trópusi és édesvízi ragadozó hal, amely a nagy folyók nyíltabb részein él. Főleg a felszín közelében tartózkodik, ahol rajokba verődve fel-le vándorol a táplálékszerzés, illetve az ívás miatt. Általában más halakkal táplálkozik, sőt a kisebb fajtársaival is. Ha alkalma adódik, akkor felfalja a rovarokat, csigákat, de még a növényi eredetű táplálékot is. A Hydrocynus forskahlii legfőbb természetes ellensége a lármás rétisas (Haliaeetus vocifer).
Legfeljebb 4 évig él.

## Szaporodása
A Kariba-tóban megfigyelt halak az esős évszakban felúsztak a tóba ömlő folyókba.

## Felhasználása
Az elterjedési területén élő emberek ipari mértékben halásszák. A sporthorgászok is kedvelik.